# Nevin Yanıt Atletizm Kompleksi
Nevin Yanıt Atletizm Kompleksi – stadion lekkoatletyczny w Mersinie, w Turcji. Został otwarty 24 lutego 2011 roku. Może pomieścić 3000 widzów.
Obiekt otrzymał imię pochodzącej z Mersinu płotkarki Nevin Yanıt. Jego uroczyste otwarcie miało miejsce 24 lutego 2011 roku. W 2013 roku na stadionie rozegrane zostały zawody lekkoatletyczne (z wyjątkiem półmaratonu i chodu na 20 km) w ramach 17. Igrzysk Śródziemnomorskich.